# Les Champs-Géraux
Les Champs-Géraux é uma comuna francesa na região administrativa da Bretanha, no departamento Côtes-d'Armor. Estende-se por uma área de 19,24 km². Em 2010 a comuna tinha 1 047 habitantes (densidade: 54,4 hab./km²).